# Ferme Weverbergh

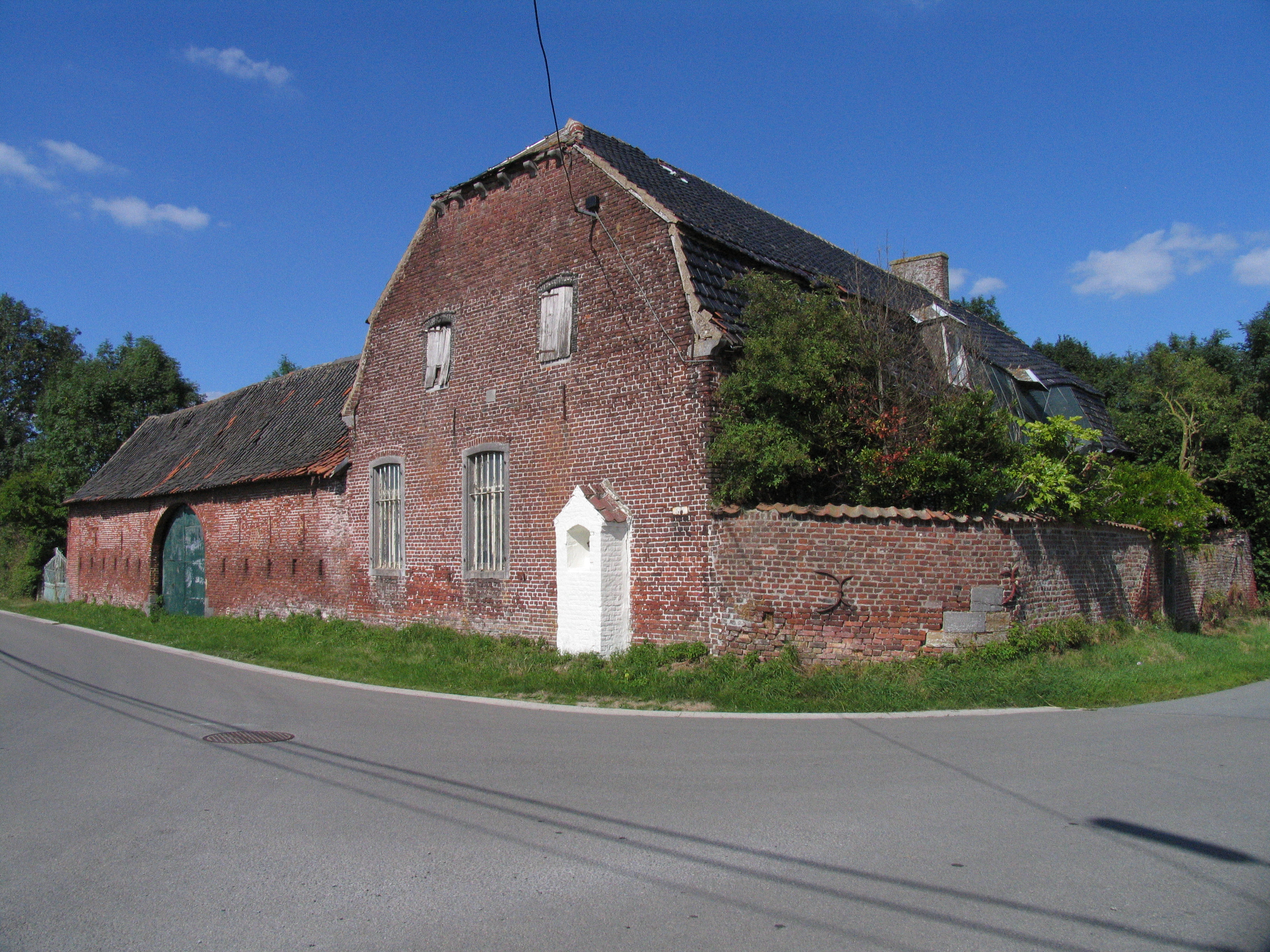

Ferme Weverbergh (Hoeve Weverbergh) est une ferme historique avec une chapelle sur le Pontembeek à Biévène. À l'origine un moulin à huile, elle est protégée en tant que monument depuis 2007.

## Architecture

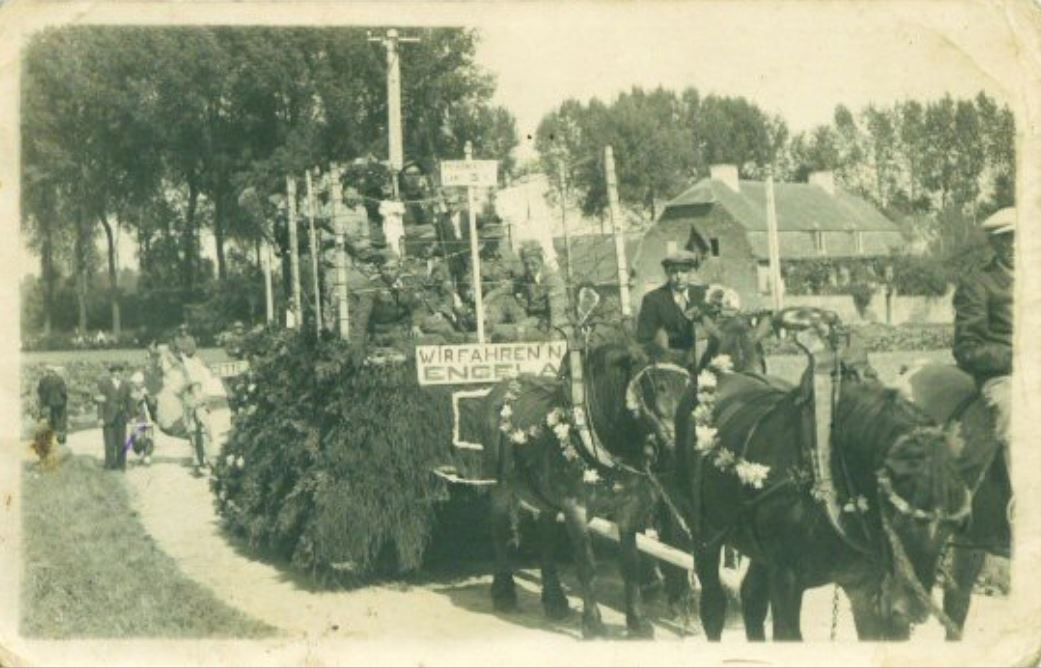
Vue de la ferme en 1945 lors d'une procession. Source: Collection: Erfgoed Bever (Werner Godfroid).

La ferme de taille moyenne date du XVIIIe siècle et était à l'origine une ferme fermée, dont la grange en terre a été démolie après 1850. 
La conception de la maison avec un toit mansardé en loup est typique de la construction en briques. La construction est formellement liée aux bâtiments du Hainaut voisin et atypiques en Flandre. La ferme possède également une chapelle le long de la rue.
L'intérieur est également authentique avec des sols en pierres dures et carreaux rouges, des voûtes en seigle, un four à pain, diverses cheminées en briques frittées et des portes encastrées. De plus, une peinture murale décorative de l'entre-deux-guerres a également été conservée.

### Vue sur le village
La ferme est située dans un cadre champêtre entre prairies et verger standard. Cette dernière est délimitée par des haies, ce qui contribue au caractère authentique du site. Il y a aussi une piscine d'eau avec des saules têtards. L'ensemble a été protégé en vue du village en 2007.